# Kenni Olsen
Kenni Olsen (født 11. juni 1985) er en dansk tidligere fodboldspiller. Han spillede senest for Herlev IF.

## Personlige forhold
Hans tvillingebror er AGF-spilleren Danny Olsen.